# Куліджанов Лев Олександрович
Лев Олександрович Куліджанов (19 березня 1924, місто Тифліс, тепер Тбілісі, Грузія — 17 лютого 2002, місто Москва) — радянський і російський кінорежисер, сценарист, педагог, 1-й секретар правління Спілки кінематографістів СРСР. Член Центральної Ревізійної комісії КПРС у 1966—1976 роках. Кандидат у члени ЦК КПРС у 1976—1990 роках. Депутат Верховної Ради СРСР 7—11-го скликань. Народний артист СРСР, професор. Герой Соціалістичної Праці (16.03.1984).

## Життєпис
Народився в родині службовців. Батько, партійний діяч, Олександр Куліджанов (Куліджанян) був репресований в 1937 році. Мати, Катерина Дмитрівна Куліджанова, в грудні 1937 року також була репресована: її засудили і заслали на п'ять років в Акмолінський виправно-трудовий табір. Весь цей час Лев жив з бабусею Тамарою Миколаївною.
З 1941 року завідував бібліотекою в госпіталі міста Тбілісі. У 1942 році закінчив школу і вступив до Тбіліського державного університету на вечірнє відділення, одночасно з 1942 по 1943 рік працював слюсарем Тбіліського інструментального заводу.
Влітку 1944 року поїхав до Москви і поступив до Всесоюзного державного інституту кінематографії. Однак напівголодне існування в неопалюваному гуртожитку і відсутність матеріальної підтримки серйозно підірвали його здоров'я, змусили кинути навчання і виїхати до Тбілісі, куди після заслання вже повернулася його мати.
У 1946—1948 роках — методист туристично-екскурсійного управління ВЦРПС у Тбілісі, десятник геологічного загону.
У 1948 році знову став студентом режисерського факультету Всесоюзного державного інституту кінематографії, який закінчив у 1955 році. Навчався в майстерні Сергія Герасимова.
З 1955 року — режисер Центральної кіностудії дитячих і юнацьких фільмів імені Максима Горького в Москві. Тоді ж дебютував короткометражним фільмом «Дами» (спільно з Г. Оганісяном, за оповіданням А. Чехова). Перші стрічки «Це починалося так…» (1956) і «Дім, в якому я живу» (1957) знімав разом з Я. Сегелем. В останньому Куліджанов зіграв також одну з ролей.
Продовживши вже свою самостійну режисерську діяльність, він домігся в «Батьківському домі» (1959) і, перш за все, в безсумнівно кращій своїй картині «Коли дерева були великими» (1961) рідкісної душевності, ліризму, щирості, теплоти та людяності в розповідях про тих, кого називають «маленькими людьми».
Член КПРС з 1962 року.
У 1963—1964 роках — начальник Головного управління художньої кінематографії Державного комітету РМ СРСР із кінематографії (Держкіно СРСР).
У 1964—1965 роках — голова Організаційного комітету Спілки кінематографістів СРСР.
У 1965—1986 роках — 1-й секретар правління Спілки кінематографістів СРСР.
Величезним успіхом режисера стала екранізація роману Ф. Достоєвського «Злочин і кара» (1969). У 1979 році на телебаченні режисер поставив багатосерійну картину «Карл Маркс. Молоді роки», за яку був удостоєний в 1982 році Ленінської премії.
Указом Президії Верховної Ради СРСР від 16 березня 1984 року за великий внесок в розвиток радянської кіномистецтва, плідну громадську діяльність і в зв'язку з 60-річчям Куліджанову Леву Олександровичу присвоєно звання Героя Соціалістичної Праці з врученням ордена Леніна і золотої медалі «Серп і Молот».
У 1986 році після 5-го з'їзду кінематографістів вийшов зі складу Спілки кінематографістів СРСР.
З 1986 року — режисер-постановник Центральної кіностудії дитячих і юнацьких фільмів імені Максима Горького в Москві. До 1989 року також працював художнім керівником кіноепопеї «ХХ століття». Викладав у Всесоюзному державному інституті кінематографії.
Два останні фільми Куліджанова — «Помирати не страшно» (1991) і «Незабудки» (1994) — знаменують для режисера повернення до своєї творчої манери 1950-х років, тільки більш драматизованої, що не обходить увагою згубні злами сталінської епохи.
Помер 17 лютого 2002 року в Москві. Похований на Кунцевському цвинтарі.

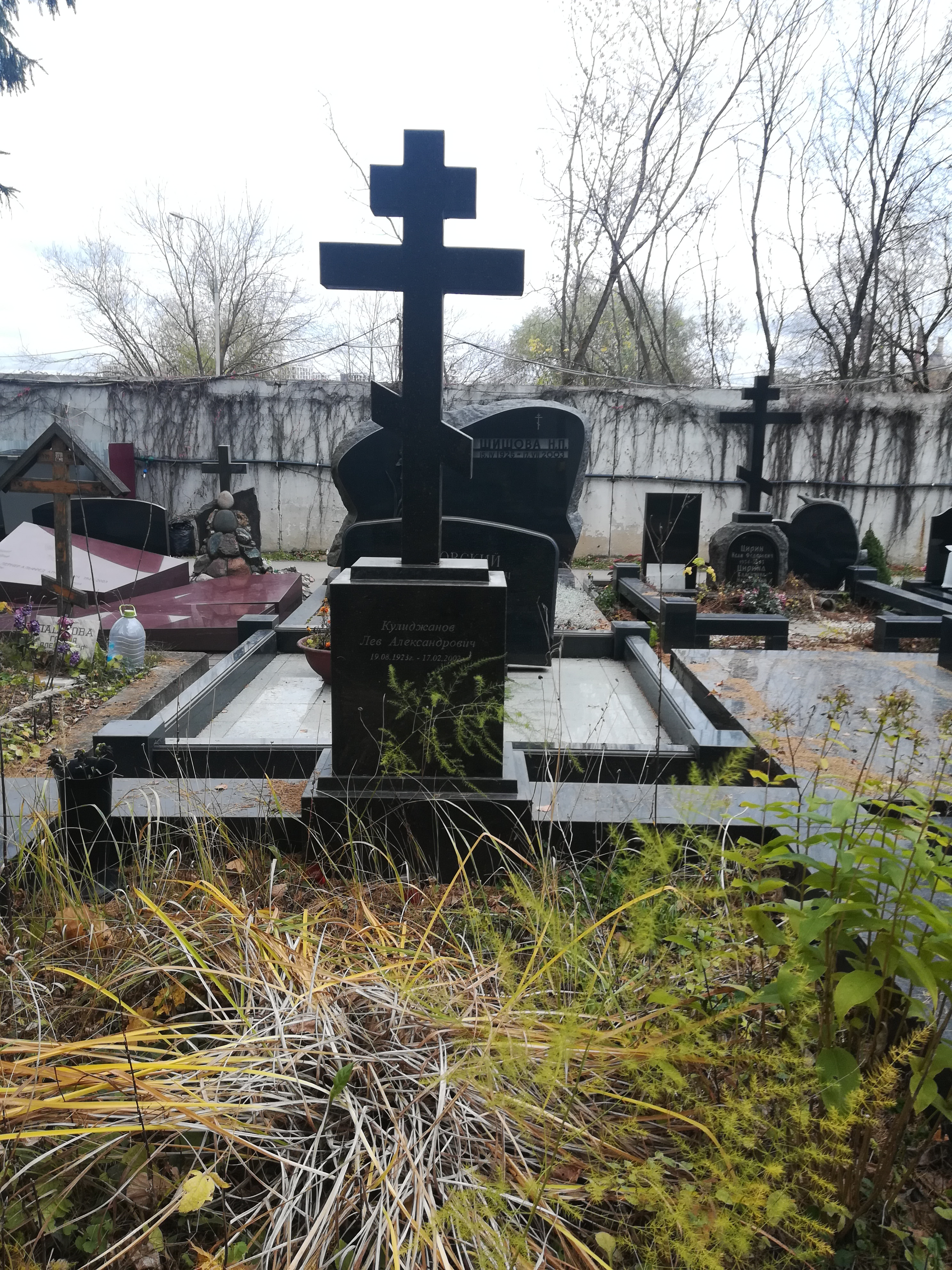
Могила Л. Куліджанова

## Нагороди і звання
- Герой Соціалістичної Праці (16.03.1984)
- два ордени Леніна (16.03.1984,)
- орден Трудового Червоного Прапора (18.03.1974)
- орден «За заслуги перед Вітчизною» ІІІ ст. (Російська Федерація) (19.03.1999)
- медалі
- Ленінська премія (1982)
- Державна премія РРФСР імені братів Васильєвих (1971)
- Заслужений діяч мистецтв РРФСР (12.06.1964)
- Народний артист РРФСР (29.09.1969)
- Народний артист СРСР (29.12.1976)

## Фільмографія
Режисер-постановник:
- «Дами» (1954, к/м, у співавт.)
- «Це починалось так…» (1956, у співавт.)
- «Дім, в якому я живу» (1957, у співавт.)
- «Батьківський дім» (1959)
- «Втрачена фотографія» (1959)
- «Коли дерева були великими» (1962)
- «Синій зошит» (1964)
- «Злочин і кара» (1969)
- «Зоряна хвилина» (1974, документальний)
- «Карл Маркс. Молоді роки» (1980, т/с)
- «Помирати не страшно» (1991)
- «Незабудки»" (1994) та ін.

Сценарист:
- «Дами» (1954, к/м, у співавт.)
- «Синій зошит» (1964)
- «Злочин і кара» (1969, у співавт.)
- «Зоряна хвилина» (1974, документальний)
- «Карл Маркс. Молоді роки» (1980, т/с, у співавт.)
- «Ризик» (1987, документальний) та ін.